# Gyeongsan
Gyeongsan (Gyeongsan-si; 경산시; 慶山市), è una città della provincia sudcoreana del Nord Gyeongsang.